# Пересунько Юрій Михайлович
Ю́рій Миха́йлович Пересу́нько (нар. 28 квітня 1948, м. Одеса) — український журналіст, редактор. Заслужений журналіст України.
Член Національної спілки журналістів України.

## Життєпис
Народився в Одесі. Вищу освіту здобув на факультеті журналістики Київського державного університету імені Тараса Шевченка (1966—1971). Згодом закінчив Академію суспільних наук (1989—1991, Москва), спеціальність — політолог. 
Після здобуття вищої освіти служив у Збройних силах СРСР (1971—1973). Журналіст з 1966 року — починав кореспондентом районної газети «Степовий маяк» (м. Березівка Одеської області). Працював за фахом переважно в друкованій пресі та на керівних посадах у державних структурах: 1973—1978 — кореспондент, завідувач відділу газети «Комсомольское знамя»; 1978—1979 — завідувач відділу газети «Сільські вісті»; 1979—1983 — головний редактор газети «Молода гвардія»; 1983—1991 — головний редактор «Спортивної газети» (водночас з грудня 1990 по грудень 1992 року — завідувач українського відділення міжнародної газети «Megapolis Express»); 1991—1998 — директор культурно-інформаційного агентства «Слов'янський клуб»; 1998—2007 — головний редактор журналу «Україна»; 2008—2009 — начальник відділу зв'язків зі ЗМІ та громадськістю Національної ради України з питань телебачення і радіомовлення.
З 1992 — засновник і голова правління громадської організації «Київський прес-клуб». Серед низки проєктів цієї організації — «Перезавантаження» (теми модернізації країни, державного управління і суспільних відносин), «Україна Плюс» (євроінтеграційні перспективи країни) та інші.
Живе в Києві. Одружений, двоє синів.

## Творчість
Автор численних публікацій у пресі. Друге покликання — музична композиція: випустив три музичні диски зі своїми піснями на тексти українських поетів у виконанні таких співаків України, як Назарій  Яремчук, Алла Кудлай, Леонід Сандуленко, Ольга Крюкова, Інеш, Віктор Шпортько, Астрая, Павло Мрежук та інші. Другий пісенний альбом створив спільно з поетом Юрієм Терещенком.

## Громадська діяльність
Очолював Федерацію спортивних журналістів України (1983—1991), в цей же період був заступником голови Федерації спортивних журналістів СРСР. Протягом десяти років провадив творчу майстерню для студентів факультету журналістики КДУ. Член правління Благодійного фонду «Ветеран преси».

## Нагороди, відзнаки
- Почесне звання «Заслужений журналіст України» (1998)
- Медаль «За трудову доблесть»
- грамоти й відзнаки Президента України, Кабінету Міністрів України, НСЖУ, Київської міської державної адміністрації, громадських організацій
- почесний знак Київської спілки журналістів (2005)
- церковні відзнаки